# 田中健 (俳優)
田中 健（、1951年3月6日 - ）は、日本の俳優、タレント、ケーナ奏者。本名は田中 研一（）。所属事務所はオスカープロモーション。

## 経歴
福岡県筑後市生まれ。高校時代は、バンドを友人と組みベースギターを担当する。その後は、R&Bを博多のダンスホールで演奏していた。学校にばれて退学の可能性があったが、教員の助けで卒業。卒業後は博多のナイトクラブで3年ほど演奏していたという。その後、東京の事務所からスカウトされ上京、1972年に日本コロムビアから「あおい健」として歌手デビューする。キャッチフレーズは「さわやかなフィーリング・爆発するエネルギー」であった。その後、1年ほどで所属していた事務所が倒産。映画監督の斎藤耕一の妻が立ち上げたプロダクションに所属し、以降は田中健の名で俳優に転じる。日本テレビ系で1974年4月2日から放送された連続ドラマ『春のもつれ』の二郎役でデビュー。代表作の一つである『俺たちの旅』は1975年にスタート以来、好評につき、シリーズ化された。映画、テレビともに葛藤や逡巡を抱えた若者役を多く演じ、青春映画には得がたいスターであったが、年を重ねるに連れてこうした個性が陰影に転じ、存在感あるバイプレイヤーの地位を占めている。
1990年からは南米に取材に出かけて出会ったケーナの奏者としても知られ、『絆 -きずな-』の劇中でもケーナを演奏し、教本の出版に参加。なお、田中が使うケーナは俳優仲間でクラフトが得意な平泉成が製作している。
また、「ケニー・テイラーJr.」の名前で音楽活動を行っていたこともある。
1986年に女優の古手川祐子と結婚。古手川の実家に住んでいた時期に、マスコミから「マスオ」と呼ばれたこともあった。1987年に娘が誕生、1999年に離婚。2000年に女優の加賀まりこの姪で女優の加賀千景と再婚。
NHK大河ドラマでは2度佐久間信盛役を演じ、それまで老優が演じることが多かった信盛役を文人肌といわれた一面を垣間見せながら演じた。『信長 KING OF ZIPANGU』では、周囲が美しい笛の音に感動する中、主人公の織田信長だけが怒りを露わにするというエピソードがあり、次第に信長の真意と行動をつかみかねてゆく描写の一つとして挿入された。
食通としても知られ、2001年1月25日放送の『どっちの料理ショー』鴨南そばVSフカヒレそば対決ではフカヒレそばを食べきった。また、料理上手でもあり家庭でも進んで台所に立つ。娘が学校に持参する弁当は殆ど田中が手ずから作ったものを持たせている。
2010年にはメンズファッション協会よりグッドエイジャー賞を受ける。乗馬・遠泳・ベース・ドラム演奏を特技とし、座右の銘は「今日は明日の準備」。

## 出演

### 映画
- サンダカン八番娼館 望郷（1974年、東宝） - 竹内秀夫 役
- 青春の門（1975年） - 主演・伊吹信介
- 鴎よ、きらめく海を見たか めぐり逢い（1975年） - 倉田克夫 役
- 青い山脈（1975年、東宝） - 富永安吉 役
- 挽歌（1976年、東宝） - 久田幹夫 役
- 遺書 白い少女（1976年） - 二宮峯雄 役
- 憧憬（あこがれ）（1977年） - 主演・村形洋介
- 青春の門・自立篇（1977年） - 主演・伊吹信介
- 聖職の碑（1978年、東宝） - 樋口裕一 役
- 火の鳥（1978年、東宝） - タケル 役[3]
- ピンク・レディーの活動大写真（1978年） - 田中高之 役
- 暴力戦士（1979年） - 主演・ケン [15]
- 衝動殺人 息子よ（1979年） - 川瀬武志 役
- 真夜中のボクサー（1983年） - 主演・山中健一
- ゴジラ（1984年、東宝） - 牧吾郎 役[3][5][1]
- 新・喜びも悲しみも幾歳月（1986年） - 長尾猛 役
- キネマの天地（1986年） - 井川時彦 役
- 青春かけおち篇（1987年） - 早乙女 役
- はいからさんが通る（1987年） - 青江冬星 役
- 望郷（1993年） - 主演・窪田国光
- 薔薇ホテル（1996年） - 伊達 役
- 絆 -きずな-（1998年） - 芳賀正彦 役
- 極道の妻たち リベンジ（2000年） - 吉村 役
- 羊のうた（2002年） - 江田新 役
- 不良少年（ヤンキー）の夢（2005年） - 岸本孝一 役
- 20世紀少年 第一章（写真）（2008年）
- 苦い蜜（2010年）
- 夜明けの街で（2011年、角川映画） - 部長 役
- 五日市物語（2011年、トリプルアップ） - 矢嶋明 役
- あなたがここにいるだけで : むなかた三姉妹物語（2019年） [16][注釈 2]
- めんたいぴりり（2019年） - 吉沢 役[6]
- 科捜研の女 -劇場版-（2021年、東映） - 佐久間誠 役
- 明日を綴る写真館（2024年、アスミック・エース） - 杉田 役[18]
- 海の沈黙（2024年、ハピネットファントム・スタジオ）[19]
- 栄光のバックホーム（2025年公開予定、ギャガ） - 沼田徹 役[20]
- 五十年目の俺たちの旅（2026年公演予定、ナカチカピクチャーズ） - 中谷隆夫 役[21]

### テレビドラマ
- 春のもつれ（1974年、日本テレビ）
- たんぽぽ 第2シリーズ（1975年、日本テレビ）
- 俺たちの旅（1975年 - 1976年、日本テレビ） - 中谷隆夫（オメダ） 役
- 六丁目のスパルタ寮母さんには、赤いバラのいれずみがあった!（1976年、日本テレビ） - 五郎 役
- 大河ドラマ（NHK総合）
  - 花神 （1977年） - 天堂晋助 役
  - 徳川家康（1983年） - 松平忠輝 役
  - 翔ぶが如く（1990年） - 桂小五郎（木戸孝允） 役
  - 信長 KING OF ZIPANGU（1992年） - 佐久間信盛 役
  - 利家とまつ〜加賀百万石物語〜（2002年） - 佐久間信盛 役
  - 功名が辻（2006年） - 本多作左衛門 役
- とべない鳩のように（1977年、TBS）
- 明日の刑事（1977年、TBS） - 村上刑事 役
- 江戸の鷹 御用部屋犯科帖（1978年、テレビ朝日） - 若杉新之助 役
- 華やかな孤独（1978年、TBS）
- 連続テレビ小説（NHK総合)
  - マー姉ちゃん（1979年） - 東郷新八郎 役
  - 瞳（2008年） - 水島利男 役
- 銀河テレビ小説（NHK総合）
  - 海をわたって（1979年） - 朝丘進介 役
- 青春諸君!夏（1980年、TBS）
- 土曜ドラマ（NHK総合）
  - 君はまだ歌っているか（1981年） - 井上剛 役
  - 夕陽をあびて（1989年）
- 江戸の用心棒（1981年、フジテレビ） - 米坂八内 役
- 関ヶ原（1981年、TBS） - 原マルチノ 役
- ポーツマスの旗（1981年、NHK総合） - 本多熊太郎 役
- 花祭（1982年、フジテレビ） - 小出彰吾 役
- いつもお陽さま家族（1982年 - 1983年、TBS） - 哲也 役
- 大奥（1983年、関西テレビ） - 徳川家綱 役
- 日本の面影（1984年、NHK総合） - 巳之吉 役
- 木曜ドラマストリート 若い人（1986年、フジテレビ） - 役
- 時にはいっしょに（1986年、フジテレビ） - 深瀬昌平 役
- 白虎隊（1986年、日本テレビ） - 川崎尚之助 役
- 必殺剣劇人（1987年、朝日放送） - 早縄の清次 役
- 赤ちゃんに乾杯!（1987年、TBS）
- 花王愛の劇場・心変わり（1988年、TBS）
- 江戸中町奉行所（1990年、テレビ東京） - 木暮楽太郎 役
- ホテルウーマン (1991年、関西テレビ)   -   白坂良一 役
- 12時間超ワイドドラマ→新春ワイド時代劇（テレビ東京）
  - 宮本武蔵（1990年） - 本位田又八 役
  - 天下の副将軍水戸光圀 徳川御三家の激闘（1992年） - 水野成之 役
  - 炎の奉行 大岡越前守（1997年） - 堀部安兵衛 役
  - 戦国疾風伝 二人の軍師 秀吉に天下を獲らせた男たち（2011年） - 小早川隆景 役
- Panasonicスペシャル 「もっと、ときめきを －ふたりまでの距離－」（1992年、日本テレビ）
- 学校があぶない（1992年、TBS） - 一ノ瀬 役
- お助け同心が行く!（1993年、テレビ東京） - 辺見勇助 役
- 素晴らしきかな人生（1993年、フジテレビ） - 永沢邦生 役
- 月曜ドラマスペシャル→月曜ミステリー劇場→月曜ゴールデン→月曜名作劇場（TBS）
  - 京都映画女優殺人事件（1994年6月20日）
  - フォトグラファー桜井美由紀2「死都物語」（1997年10月20日） - 宮尾浩蔵 役
  - 痛快!バツイチ・トリオ 女だけの便利屋事件簿シリーズ - 倉持征二（警部） 役
    - 痛快!バツイチ・トリオ 女だけの便利屋事件簿1（1998年3月2日）
    - 痛快!バツイチ・トリオ 女だけの便利屋事件簿2（1998年9月21日）
    - 痛快!バツイチ・トリオ 女だけの便利屋事件簿3（1999年11月8日）

  - 都合の悪い女（2000年8月14日） - 田村順次 役
  - 名探偵キャサリン9「シドニー・メルボルン殺人事件」（2000年9月18日） - 大塚正広 役
  - 女タクシードライバーの事件日誌シリーズ - 春成晴彦 役
    - 女タクシードライバーの事件日誌2「作られた目撃者」（2004年7月26日）
    - 女タクシードライバーの事件日誌3「届かなかった手紙」（2005年2月28日）[注釈 3]
    - 女タクシードライバーの事件日誌4「殺意を運ぶ紙ヒコーキ」（2009年3月9日）
    - 女タクシードライバーの事件日誌5「車載カメラは見た！」（2010年11月29日）
    - 女タクシードライバーの事件日誌6「スカイツリーは見ていた！」（2012年1月16日）[注釈 3]

  - 教授検事 東京地検特捜部（2004年8月9日） - 橋上清吾 役
  - 女金融道シリーズ2（2005年5月16日） - 早坂春樹 役
  - 血痕3 警科研・湯川愛子の鑑定ファイル（2010年1月25日） - 土門毅一郎 役
  - 釣り刑事4（2013年9月30日） - 長谷川廣茂 役
  - 税務調査官・窓際太郎の事件簿29（2015年7月20日） - 乾健太郎 役
  - 銭の捜査官 西カネ子シリーズ - 柴田辰巳 役
    - 銭の捜査官 西カネ子1（2016年2月15日）
    - 銭の捜査官 西カネ子2（2019年2月18日）

  - 天下御免トラック野郎 銀ちゃんの事件街道!（2016年9月26日） - 鮫島広一 役
  - 温泉殺人事件シリーズ2「伊豆天城温泉殺人事件」（2016年10月24日） - 陣内博 役
  - 警視庁南平班〜七人の刑事〜10（2017年5月15日） - 宮尾敏英 役
- ドラマ新銀河（NHK総合）
  - 帰ってきちゃった（1993年）
  - 赤ちゃんが来た（1994年） - 夏目森太郎 役
- 橋田壽賀子ドラマ 魔の季節（1995年、TBS） - 高坂裕 役
- 郷土の偉人シリーズ（テレビ熊本）
  - 天成のジャーナリスト 徳富蘇峰（1995年11月3日） - 主演・徳富蘇峰 役
- 火曜サスペンス劇場（日本テレビ）
  - 取調室シリーズ - 西山捜査一課長 役
  - 新任判事補3（1996年） - 新高総一郎 役
- 怒れ!求馬シリーズ（TBS） - 姉崎真吾 役
  - 南町奉行事件帖 怒れ!求馬（1997年）
  - 南町奉行事件帖 怒れ!求馬II（1998年）
  - 大江戸を駈ける!（2000年）
- 君といた街角（1997年、北海道テレビ）
- 金曜エンタテイメント（フジテレビ）
  - 鞍馬天狗（2001年） - 桂小五郎 役
  - お局探偵亜木子&みどりの旅情事件帳 - 沢木誠司 役
  - 名司会者・寿鶴子 殺人スピーチ（2005年-2008年） - 河辺健之助 役
- 女と愛とミステリー「主婦探偵・河原綾子のぞき見事件簿」（2001年12月19日、テレビ東京） - 河原和樹 役
- 水戸黄門（TBS）
  - 第32部 第4話「響け! 汗と涙の御諏訪太鼓 -諏訪-」（2003年8月18日） - 前川伊織 役
  - 第42部 第3話「その縁談一肌脱ぎます -上田-」（2010年10月25日） - 荒金屋 役
  - 水戸黄門 スペシャル（2015年6月29日） - 柳沢吉保 役
- 科捜研の女 第5シリーズ（2004年） - 第13シリーズ・クリスマススペシャル（2013年）（テレビ朝日） - 佐久間誠 役
- 土曜ワイド劇場（テレビ朝日）
  - 法医学教室の事件ファイルスペシャル（2005年） - 五十畑崇彦 役
  - ぽっかや(温泉医)事件カルテ(7) （2009年3月21日、朝日放送） - 岩内仙一 役
  - ヤメ検の女(3)（2012年7月21日、朝日放送） - 植草大二郎 役
  - タクシードライバーの推理日誌(37)（2015年3月7日） - 高宮昇一 役
  - 西村京太郎トラベルミステリー64「仙台・青葉の殺意」（2015年8月15日） - 田中伸彦 役
  - 逆転報道の女(5)（2016年5月14日、朝日放送） - 森誠 役
- 土曜プレミアム 愛馬物語（2008年5月、フジテレビ）
- 水曜ミステリー9（テレビ東京）
  - 指紋捜査官 塚原宇平の神業3 （2008年5月） - 河村武敏 役
  - 西村京太郎サスペンス「トラベルライター 榊佑子の殺人紀行」（2008年） - 岩本良夫 役
  - 北アルプス山岳救助隊・紫門一鬼10（2008年） - 相羽義夫 役
  - 葬儀屋松子の事件簿（2012年 - ） - 升田善蔵 役
- ドラマW シリウスの道 （2008年9月、WOWOW）
- 金曜プレステージ（フジテレビ）
  - 屋台弁護士II（2007年4月27日） - 田尻航平 役
  - クッキングパパ（2008年8月29日）
  - 鬼平犯科帳スペシャル 雨引の文五郎（2009年7月17日）
  - 産科医大河内あかね（2010年12月3日）
  - 私立探偵・下澤唯（2011年7月22日） - 小松崎鶸矢 役
- 必殺仕事人2009 第9話「怪物親」（2009年3月13日、朝日放送・テレビ朝日） - 畠中伊右衛門 役
- 宿命 1969-2010 -ワンス・アポン・ア・タイム・イン・東京-（2010年、朝日放送・テレビ朝日） - 有川和裕 役
- ガラスの牙 熱血DJ保護司・権藤明子〜涙の少年少女観察日記（2010年3月8日、CBC） - 大野忠治 役
- 大河ドラマが描かない坂本龍馬の真実（2010年6月29日、日本テレビ） - 勝海舟 役
- フェイク 京都美術事件絵巻 第2話（2011年1月11日、NHK総合） - 高村清四郎 役
- 黄昏流星群 〜C-46星雲〜（2011年2月20日、関西テレビ） - 内藤哲夫 役（友情出演）
- ドラマスペシャル・女優 麗子〜炎のように（2013年3月6日、テレビ東京） - 大原政武 役
- 血の轍（2014年1月 - 2月、WOWOW） - 内田和人 役
- 大岡越前 最終話（2014年1月24日、NHK BSP） - 大久保若狭之丞 役
- 大岡越前6 最終話（2022年7月1日、NHK BSP） - 安藤対馬守重行 役
- 松本清張 球形の荒野（2014年3月9日、BS日テレ） - 村尾芳生 役
- しんがり 山一證券 最後の聖戦（2015年9月20日 - 10月25日、WOWOW） - 井本浩平 役
- ドラマスペシャル・瀬戸内少年野球団（2016年9月17日、テレビ朝日） - 正木耕作 役
- ドラマスペシャル・巨悪は眠らせない 特捜検事の逆襲（2016年10月5日、テレビ東京） - 小松一平 役
- 石つぶて 〜外務省機密費を暴いた捜査二課の男たち〜（2017年11月5日 - 12月24日、WOWOW） - 鈴原彰一 役
- 静おばあちゃんにおまかせ（2018年） - 姫村教授 役
- 浅見光彦シリーズ53（2018年、フジテレビ） - 添島良三郎 役
- 犯罪の回送（2018年、テレビ東京） - 波多野洋介
- 山女日記3（2021年、NHK BSP） - 立花昭一 役
- あきない世傳 金と銀（NHK BS・NHK BSプレミアム4K）- 伏見屋為右衛門 役
  - あきない世傳 金と銀（2023年12月8日 - 2024年2月2日）
  - あきない世傳 金と銀2（2025年4月6日 - 5月25日）[22][23]
- さすらい署長 風間昭平スペシャル「とやま庄川峡殺人事件」（2024年6月24日、テレビ東京） - 島之内五郎 役[24]

### Vシネマ
- 日本極道史 血に染まりし代紋（1994年） - 主演・吉田一家若頭 高山次郎
- 凶獣の牙（1995年） - 主演・牙丈太郎（元 警視庁刑事）
- 平成維新伝 群狼がゆく（2000年） - 黒川連合会長 黒川英五郎 ※特別出演

### CM
- 江崎グリコ「グリコアーモンドチョコレート」
- ライオン歯磨（現：ライオン）「エチケットαライオン」
- 田辺製薬（現：田辺三菱製薬）「アスパラC」「アスパラエース」
- 小林製薬「パーシャルデント」
- 太洋技建「ポリマーライト」
- AOKI「CAFE SOHO」

### 舞台
- ぼくの友達（2018年1月10日 - 2月4日、DDD AOYAMA CROSS THEATER） - フランキー 役
- ちょっと今から仕事やめてくる（2019年6月13日 - 6月23日、CBGKシブゲキ!!） - 尾高 役

### テレビ番組
- 上沼恵美子のおしゃべりクッキング（2000年1月17日 - 21日、2005年2月14日 - 18日、朝日放送 / テレビ朝日系列）
- 芸能界の厳しさ教えまスペシャル!（2000年3月13日、日本テレビ）
- 西田敏行の列島縦断 うわさの芸人探しの旅（2000年4月4日、テレビ東京）
- 新・クイズ日本人の質問（2000年4月9日、2001年7月22日、NHK総合）
- 遠くへ行きたい（2000年4月23日、2002年4月28日、2005年4月24日、よみうりテレビ）
- THE!おいしい番組（2000年10月18日、TBS）
- いつでも笑みを!（2000年12月2日、2005年3月19日、関西テレビ）
- 踊る!さんま御殿!!（2001年1月2日、日本テレビ）
- どっちの料理ショー（2001年1月25日、よみうりテレビ）
- 素顔が一番!（2001年2月10日、日本テレビ）
- 料理バンザイ!（2001年2月25日、テレビ朝日）
- はなまるマーケット（2001年3月5日、TBS）
- 徹子の部屋（2001年3月7日、2007年4月23日、2009年7月30日、2012年4月20日、2023年1月19日、テレビ朝日）
- 開運!なんでも鑑定団（2001年6月12日 - 、テレビ東京） - 不定期出演
- 朝だ!生です旅サラダ（2001年7月14日 - 、2024年5月7日、朝日放送テレビ） - 不定期出演
- 進ぬ!電波少年（2001年9月30日、日本テレビ）
- 痛快!片山晋呉のゴルフバトル（2001年12月31日、テレビ東京）
- ダウンタウンDX（2002年7月25日、読売テレビ）
- 笑っていいとも!テレフォンショッキング（2002年9月9日、2004年9月1日、フジテレビ）
- サントリーオープン アマプロチャリティゴルフトーナメント（2002年9月23日、日本テレビ）
- メレンゲの気持ち（2002年10月5日、日本テレビ）
- いやし・くつろぎ 住みたい街 田中健が行くメルボルンの旅（2002年11月4日、テレビ東京）
- いい旅・夢気分（2003年1月15日 - 、テレビ東京） - 不定期出演
- 道浪漫（2003年4月27日・5月25日、TBS）
- 田舎に泊まろう!（2003年5月 - 2009年9月6日、テレビ東京） - 不定期出演
- 行列のできる法律相談所（2003年5月25日、日本テレビ）
- 発掘!あるある大事典（2003年6月15日、2004年1月18日、フジテレビ）
- アナザーヒーロー（2003年6月29日、フジテレビ）
- ディスカバ!99（2003年7月9日、TBS）
- 日曜ビッグバラエティ（2003年12月14日 - 、テレビ東京） - 不定期出演
- 東京ジャック「セピアの風〜ケーナが奏でる九州レトロ紀行」（2004年3月13日、日本テレビ）
- プレミアの巣窟（2004年4月23日、フジテレビ）
- ポカポカ地球家族（2004年5月22日、2007年4月28日、テレビ朝日）
- ためしてガッテン（2004年7月14日・19日、2006年12月6日、NHK総合）
- 生活ほっとモーニング（2004年11月26日・12月7日、NHK総合）
- ウチくる!?（2005年2月20日、2006年2月24日、2009年2月15日、フジテレビ）
- ミラクル☆シェイプ（2005年3月12日・10月2日、日本テレビ）
- ぶらり途中下車の旅（2005年4月9日、日本テレビ）
- メントレG（2005年4月15日、フジテレビ）
- ズバリ言うわよ!（2005年4月26日・5月3日、TBS）
- 九州レトロ紀行（2005年6月18日、日本テレビ）
- 朝は楽しく!スマイルサプリメント（2005年9月11日、テレビ東京）
- オススメッ!（2005年9月11日、2008年11月29日、日本テレビ）
- 西川きよしの目玉報道（2005年10月10日、テレビ東京）
- クイズドレミファドン!（2006年1月4日、フジテレビ）
- 地球街道（2006年5月27日・6月3日、テレビ東京）
- 音遊人（2006年6月24日、テレビ東京） - デビッド・マシューズと共演
- 世界遺産コンサート（2006年7月8日、NHK総合）
- 土曜スペシャル（2007年3月10日 - 、テレビ東京） - 不定期出演
- 武=孝太郎（2007年8月14日、フジテレビ）
- 世界バリバリ★バリュー（2007年9月12日、毎日放送）
- 朝はビタミン!（2007年12月5日、テレビ東京）
- 大御所ジャパン!（2008年4月22日・6月2日・6月3日、TBS）
- 1億人の大質問!?笑ってコラえて!（2008年5月14日、日本テレビ）
- ソロモン流（2008年6月8日、テレビ東京）
- 第39回夏祭りにっぽんの歌（2008年7月4日、テレビ東京）
- 叙々苑カップ芸能人ゴルフチャンピオン決定戦（2008年7月21日、2009年7月20日、2012年7月16日、2013年7月15日、2017年7月2日、テレビ東京）
- 二人の食卓 〜ありがとうのレシピ〜（2008年10月18日、テレビ朝日）
- 最終警告!たけしの本当は怖い家庭の医学（2009年2月24日、朝日放送）
- アナタの名字SHOW（2009年9月17日、日本テレビ）
- 歌の楽園（2010年5月9日、テレビ東京）
- 秘密のケンミンSHOW（2012年1月19日、読売テレビ）
- ぴったんこカン・カン（2012年2月24日、TBS）
- レディス4（2012年4月4日・7月24日、テレビ東京） - 不定期出演
- L4 YOU!・L4 YOU!プラス（2013年2月1日 - 、テレビ東京） - 不定期出演
- アサヒ緑健#太陽と緑の健やかタイム（2013年 - 、テレビ東京）
- ボクらの時代（2013年6月9日、フジテレビ）
- 夢、叶えるために…（2013年7月 - 、テレビ東京） - 不定期出演
- 買物の時間mini（2013年8月 - 、テレビ東京） - 不定期出演
- 有吉反省会（2013年10月13日・10月20日、日本テレビ）
- 人生の切符（2014年1月13日 - 、テレビ東京） - 不定期出演
- 総合診療医ドクターG（2014年4月18日、NHK総合）
- メトログ（2014年7月20日、TBS）
- 主治医が見つかる診療所（2014年9月8日、テレビ東京）
- スッキリ!!（2014年10月8日、日本テレビ）
- 情報まるごと（2014年10月9日、NHK総合）
- くりぃむクイズ ミラクル9（2016年9月14日、テレビ朝日）
- プレバト!!（2017年1月12日、TBS）
- 名医のTHE太鼓判!（2017年5月22日、TBS）
- 笑×演（2017年8月30日、テレビ朝日）
- ふらり松尾芭蕉（2017年10月26日、フジテレビ）
- よじごじDays（2018年3月 - 、テレビ東京） - 不定期出演
- 健康カプセル!ゲンキの時間（2018年4月22日、CBC）
- クイズ!脳ベルSHOW（2018年11月21日 - 23日、2020年3月4日 - 5日、2021年10月6日 - 7日、BSフジ）
- 中居正広の金曜日のスマイルたちへ（2019年2月15日、TBS）
- イベ検（2019年3月 - 、テレビ朝日） - 不定期出演
- 君は天才!〜渡辺謙がコメディーに挑戦!!（2019年9月28日、NHK総合）
- 痛快TV スカッとジャパン（2020年3月16日、フジテレビ）
- パパジャニWEST（2021年8月31日、TBS）
- ポテンシャル研究所（2022年10月18日、日本テレビ）
- きょうの料理（2024年10月16日、NHK Eテレ）[13]
- 第75回NHK紅白歌合戦（2024年12月31日、NHK総合・ラジオ第1） - 特別企画『追悼 西田敏行さん』

## ディスコグラフィ

### あおい健時代

#### シングル
| 発売日         | 規格           | 規格品番       | 面             | タイトル           | 作詞           | 作曲           | 編曲           |
| 日本コロムビア | 日本コロムビア | 日本コロムビア | 日本コロムビア | 日本コロムビア     | 日本コロムビア | 日本コロムビア | 日本コロムビア |
| -------------- | -------------- | -------------- | -------------- | ------------------ | -------------- | -------------- | -------------- |
| 1972年11月10日 | EP             | LL-10202-J     | A              | 純愛時代           | 阿久悠         | ぺぺよしひろ   | 栗原三行       |
| 1972年11月10日 | EP             | LL-10202-J     | B              | 花はどこまで       | 阿久悠         | ぺぺよしひろ   | 栗原三行       |
| 1973年5月      | EP             | LL-10214-J     | A              | 君こそ奇跡         | 阿久悠         | 鈴木邦彦       | 竜崎孝路       |
| 1973年5月      | EP             | LL-10214-J     | B              | 今はなにも言わない | 阿久悠         | 鈴木邦彦       | 竜崎孝路       |
| 1973年10月     | EP             | P-313          | A              | 恋は一度限り       | 安井かずみ     | 加瀬邦彦       | 馬飼野康二     |
| 1973年10月     | EP             | P-313          | B              | 恋人よ帰れ         | 中村小太郎     | ぺぺよしひろ   | 東海林修       |

#### アルバム
| 発売日         | 規格           | 規格品番       | アルバム |
| 日本コロムビア | 日本コロムビア | 日本コロムビア | 日本コロムビア |
| -------------- | -------------- | -------------- | --- |
| 1973年         | LP             | YS-10142-J     | 僕の純愛時代♥あおい健ファースト Side:A 1. 純愛時代 2. 白鳥 3. 恋の休日 4. 悲しい季節 5. 花はどこまで Side:B 1. 君はわが命 2. ダイアナ 3. カレンダー・ガール 4. ハートブレイク・ホテル 5. マイ・ホーム・タウン 6. 君こそすべて 7. 恋の日記 |

### 田中健時代

#### シングル
| 発売日                               | 規格           | 規格品番       | 面             | タイトル                         | 作詞                                          | 作曲                           | 編曲            |
| 日本コロムビア                       | 日本コロムビア | 日本コロムビア | 日本コロムビア | 日本コロムビア                   | 日本コロムビア                                | 日本コロムビア                 | 日本コロムビア  |
| ------------------------------------ | -------------- | -------------- | -------------- | -------------------------------- | --------------------------------------------- | ------------------------------ | --------------- |
| 1975年6月                            | EP             | P-410          | A              | ひとりぼっちのあなたに           | 橋田壽賀子                                    | 山本直純                       | 山本直純        |
| 1975年6月                            | EP             | P-410          | B              | 弟妹（はらから）よ               | 橋田壽賀子                                    | 山本直純                       | 山本直純        |
| 1976年3月1日                         | EP             | P-452          | A              | 生きる                           | 山川啓介                                      | いずみたく                     | 大柿隆          |
| 1976年3月1日                         | EP             | P-452          | B              | 木もれ陽                         | 山川啓介                                      | いずみたく                     | 大柿隆          |
| 1976年3月1日                         | EP             | PK-43          | A              | 透きとおった夜明け               | 荒井由実                                      | 荒井由実                       | 瀬尾一三        |
| 1976年3月1日                         | EP             | PK-43          | B              | 贈り物はなあに                   | クニ河内                                      | チト河内                       | 西村誠 チト河内 |
| 1977年6月                            | EP             | PK-59          | A              | 幸福と涙のあと                   | 都倉俊一                                      | 都倉俊一                       | 田辺信一        |
| 1977年6月                            | EP             | PK-59          | B              | 昼さがり                         | 桑原野人                                      | 桑原野人                       | 田辺信一        |
| 1979年11月                           | EP             | PK-179         | A              | ラヴ・イズ・ミュージック         | たかたかし 奈良橋陽子                         | タケカワユキヒデ               | ミッキー吉野    |
| 1979年11月                           | EP             | PK-179         | B              | 幸福禁止                         | 杉山政美                                      | 田中健                         | 大野雄二        |
| CBSソニー                            |                |                |                |                                  |                                               |                                |                 |
| 1980年                               | EP             | 06SH-800       | A              | 女たちよ                         | 網倉一也                                      | 網倉一也                       | 船山基紀        |
| 1980年                               | EP             | 06SH-800       | B              | 甘えて来いよ                     | 山科睛義                                      | 網倉一也                       | 船山基紀        |
| 1981年                               | EP             | 07SH-943       | A              | 裸のピエロ                       | 甘砂毅                                        | 鈴木キサブロー                 | 船山基紀        |
| 1981年                               | EP             | 07SH-943       | B              | 夏の枯葉                         | 岡田冨美子                                    | 宮川泰                         | 若草恵          |
| ビクター                             |                |                |                |                                  |                                               |                                |                 |
| 1983年                               | EP             | VIHX-1603      | A              | 愛のめざめ                       | 大津あきら                                    | 木森敏之                       | 木森敏之        |
| 1983年                               | EP             | VIHX-1603      | B              | 眠らせて / Quiero Dormir Cansado | Ana Magdalena Manuel Alejandro 邦）大津あきら | Ana Magdalena Manuel Alejandro | 木森敏之        |
| BMGファンハウス : RCA、ソニー (発売) |                |                |                |                                  |                                               |                                |                 |
| 1995年11月1日                        | 8cm CD         | BVDL-1026      | A              | 夜まかせ                         | 池田充男                                      | 青山八郎                       |                 |
| 1995年11月1日                        | 8cm CD         | BVDL-1026      | B              | そよ風に乾杯                     |                                               |                                |                 |
| テイチク                             |                |                |                |                                  |                                               |                                |                 |
| 2012年4月4日                         | CD             | TECA-12335     | A              | あなたがいるから                 | 小林篁次                                      | 若草恵                         | 若草恵          |
| 2012年4月4日                         | CD             | TECA-12335     | B              | 夢                               |                                               |                                |                 |

#### アルバム

##### オリジナル・アルバム
| 発売日         | 規格           | 規格品番       | アルバム |
| 日本コロムビア | 日本コロムビア | 日本コロムビア | 日本コロムビア |
| -------------- | -------------- | -------------- | --- |
| 1976年11月10日 | LP             | PX-7019        | 愛の詩はつくったけれど Side:A 1. 海 2. 愛の詩はつくったけれど 3. はじめての旅 4. 新しい光と風 5. 沈丁花 Side:B 1. 離れていても 2. 友達 3. 贈り物はなあに 4. あの空のもとへ 5. 涙だけが 6. 秋嫌い                                                                            |
| 1978年9月25日  | LP             | PX-7062        | フラッシュバック ※プロデュース：大野雄二 Side:A 1. 六本木渋滞 2. ライラック街の秋 3. センチメンタリスト 4. LOVE IS MUSIC（アルバムver.） 5. フラッシュバック / Flash Back Side:B 1. うわさのジャック 2. 幸福禁止 3. 赤坂二丁目 オランダ屋 4. 違うときは他人 5. 潮風通りの噂 |
| 2013年9月26日  | CD-R           | CORR-10913     | フラッシュバック ※プロデュース：大野雄二 Side:A 1. 六本木渋滞 2. ライラック街の秋 3. センチメンタリスト 4. LOVE IS MUSIC（アルバムver.） 5. フラッシュバック / Flash Back Side:B 1. うわさのジャック 2. 幸福禁止 3. 赤坂二丁目 オランダ屋 4. 違うときは他人 5. 潮風通りの噂 |
| ビクター       |                |                | |
| 1983年         | LP             | VIH-28126      | Amazing Side:A 1. プロローグ（ステーション） 2. 眠らせて 3. 恋人 4. ミステリアス・レイン 5. ふたりの絵 Side:B 1. 愛のめざめ 2. 今は哀しみを唄わず 3. 愛した人へのサンバ 4. ミッドナイト・ホテル 5. ステーション                                                             |

##### ケーナ作品
| 発売日         | 規格 | 規格品番   | アルバム          |
| 東芝           | 東芝 | 東芝       | 東芝              |
| -------------- | ---- | ---------- | ----------------- |
| 1990年9月5日   | CD   | TOCT-5815  | SPACE             |
| 1991年12月11日 | CD   | TOCT-6360  | HEART TO HEART    |
| ビワレコード   |      |            |                   |
| 1995年10月1日  | CD   | BW-N003    | 呼吸瞑想          |
| テイチク       |      |            |                   |
| 1997年9月21日  | CD   | TECW-28599 | ユーラシア        |
| 1998年9月23日  | CD   | TECW-28768 | ひととせ 春夏秋冬 |

##### ライブ・アルバム
| 発売日         | 規格           | 規格品番       | アルバム |
| 日本コロムビア | 日本コロムビア | 日本コロムビア | 日本コロムビア |
| -------------- | -------------- | -------------- | --- |
| 1978年11月     | LP             | PX-7070        | CRYSTAL LOVE STAGE ※ 1978年7月24日、中野サンプラザホールにて収録。 Side:A 1. オープニング 2. 六本木渋滞 3. 海 4. はじめての旅 5. 幸福禁止 6. 汐風通りの噂 7. クリスタルラヴ Side:B 1. ただお前がいい 2. センチメンタリスト 3. 案山子 4. ロックンロールメドレー 5. We All Alone 6. 道化師のように～クロージング |

### 楽曲参加
- 「がんばれ、タカハシ!」（爆風スランプ） - イントロでケーナを演奏している。

## 著作
- 『田中健・ケーナ教本』田中健 (編著) （1998年）改訂版、東京 : スイート・ベイジル ; 東京 : 龍吟社/リズム・エコーズ (発売)(全国書誌番号:20087638)